# أنابلاغي
أنابلاغي (بالفارسية: آنابلاغی) هي مستوطنة تقع في Charuymaq-e Jonubesharqi Rural District في إيران.